# Edwin Francis Gay
Pour les personnes de même nom de famille, voir Gay.
Edwin Francis Gay (27 octobre 1867-8 février 1946), était un historien, économiste, et éditeur américain.

## Biographie
Après avoir obtenu en 1890 sa licence à l'université du Michigan, il soutint sa thèse en 1902 à l'université Humboldt de Berlin sous la direction de Gustav Schmoller. Dès cette même année il devint instructor d'histoire économique à l'université Harvard auprès de William Ashley, détenteur de ce qui était alors la première chaire du genre dans le monde anglophone. Il occupera ensuite successivement dans la même université les postes de professeur assistant (1903) puis de professeur (1906). Il passa ensuite de l'histoire économique au management en devenant, de 1908 à 1919, le premier doyen de la Harvard Business School. L'engagement des États-Unis dans la Première Guerre mondiale le détourna cependant de ses activités académiques (en raison de son investissement dans l'organisation étatique de l'économie de guerre), qu'il ne chercha d'ailleurs pas à retrouver après la fin de la guerre puisqu'il devint alors, de 1920 à 1923, le président du New York Evening Post. La faillite de ce journal, toutefois, le contraignit à reprendre ses activités académiques - avec grand succès puisque dès 1929 il devint président de l'American Economic Association.
L'un des principaux représentants aux USA de l'école historique allemande de l'étude de l'économie, il y a joué un grand rôle pour l'établissement de l'histoire économique, tant par le biais de ses élèves (notamment Earl J. Hamilton) qu'à travers son action institutionnelle (fondateur du Journal of Economic and Business History en 1928, responsable de la branche américaine du Comité international d'histoire des prix à partir de 1929, premier président de l'Economic History Association en 1940). Mais c'est plus largement en faveur d'une approche empirique de l'économie qu'il s'est investi, notamment en tant que premier président du National Bureau of Economic Research en 1920-1921. Ce n'est par contre pas directement par son œuvre proprement scientifique qu'il a marqué son empreinte, puisqu'il n'a en tout et pour tout jamais publié que neuf articles scientifiques.